# Persic
Le Persic est un paquebot-mixte britannique mis en service par la White Star Line en décembre 1899. Construit par les chantiers Harland & Wolff de Belfast, il est le troisième navire de classe Jubilee, après l'Afric et le Medic, et avant le Runic et le Suevic mis en service deux ans après. Comme ses quatre sister-ships, il assure le « service colonial » de la compagnie, en desservant l'Afrique du Sud et l'Australie.
Lors de son tout début de carrière, il sert de transport de troupes dans le cadre de la seconde guerre des Boers. Il poursuit ensuite un service sans histoires, qui n'est pas même interrompu par le déclenchement de la Première Guerre mondiale. Ce n'est que le 9 novembre 1917 qu'il est amené à servir l'effort de guerre, en transportant des troupes américaines. Cela lui vaut d'être torpillé le 12 septembre 1918, sans que des victimes ne soient à déplorer. Le navire, endommagé, parvient à s'échouer sur une plage et est sauvé.
À partir de 1919, modernisé, il reprend son service original. La baisse du trafic sur cette ligne le rend cependant moins rentable. En 1926, il subit une refonte de ses machines, marquant des signes d'âge avancé. C'est pour cette raison qu'il est retiré du service à la fin de cette année, et vendu aux démolisseurs dès 1927.

## Histoire

### Conception: le retour de la White Star Line en Australie

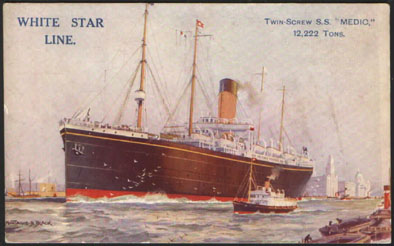
Le Medic est le premier navire de la classe Jubilee à atteindre l'Australie.

Tout à la fin du XIXe siècle, Thomas Henry Ismay a, peu avant de mourir, un projet pour la White Star Line. Il compte réimplanter la compagnie sur la ligne de l'Australie, sur laquelle elle avait balbutié dans les années 1850. Cependant, cette fois-ci, l'entreprise compte avoir recours non plus à des clippers, mais à des navires à vapeur. C'est dans ce contexte là que naît l'idée de la classe Jubilee (ainsi nommée en référence à son entrée en service en 1899), composée de trois, puis cinq navires construits par les chantiers Harland & Wolff de Belfast. Le premier de ces navires est l'Afric, mais il n'est pas le premier à atteindre l'Australie : envoyé en traversée inaugurale à destination de New York, il est jugé peu satisfaisant et est renvoyé aux chantiers pour rectifications. Le premier à entamer ce service est donc le Medic.
Le Persic est le troisième de ces navires. Il est lancé dans les chantiers Harland & Wolff le 7 septembre 1899, et est terminé deux mois plus tard. Deux autres navires légèrement plus grands sont encore en construction pour rejoindre la classe Jubilee, le Runic et le Suevic. Le Persic effectue son voyage inaugural le 7 décembre 1899, de Liverpool à Sydney en passant par Le Cap, dans des circonstances bien particulières. À cause de la seconde guerre des Boers, il transporte en effet 500 soldats à son bord. Peu avant son arrivée au Cap, le gouvernail du navire commence à se fissurer, avant de se casser totalement. Le Persic pouvait encore se manœuvrer en dosant la puissance accordée à chacune de ses hélices, mais il est finalement décidé de le faire attendre au Cap jusqu'à ce qu'un nouveau gouvernail lui soit construit et livré par les chantiers, ce qui est chose faite au début de 1900. Il peut ainsi terminer son voyage, en rapatriant des soldats australiens blessés.

### Une carrière sans histoires, troublée par la Première Guerre mondiale

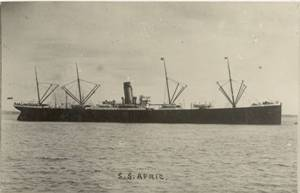
Contrairement à l'Afric, le Persic survit à son torpillage durant la Première Guerre mondiale.

Après ces événements, le Persic s'engage pour plusieurs années de service sans encombre. Le 26 octobre 1900, il porte assistance à l'équipage du schooner Madura, touché par un incendie. En 1904, les cinq navires de classe Jubilee sont rejoints par le Cufic et le Tropic, sans que l'activité du Persic n'en soit altérée outre mesure.
La Première Guerre mondiale ne modifie pas l'exploitation du Persic, qui poursuit son service commercial, tout comme le Medic. Ce n'est que le 9 novembre 1917 que le Persic est réquisitionné dans le cadre du Liner Requisition Scheme, et devient transport de troupes sur la ligne transatlantique afin de conduire au front des troupes américaines. C'est durant ce service qu'il est attaqué par le sous-marin UB-87 au large des Sorlingues. Bien que touché par une torpille, il parvient à atteindre le port et y est échoué. Aucune victime n'est à déplorer parmi les 2 800 soldats qu'il transporte. L'Afric est moins chanceux : torpillé en février 1917, il est perdu.
Libéré du service le 11 juillet 1919, le Persic subit une refonte début 1920 afin d'être modernisé. Il reprend ensuite son service classique à destination de l'Australie. Cependant, le trafic sur cette ligne baisse dans l'après-guerre. Dès 1923, le Tropic et le Cufic sont inutiles et vendus. Le sort des quatre navires de classe Jubile est aussi précaire. En 1926, le Persic est envoyé dans les chantiers d'Harland & Wolff à Govan pour une refonte, et ses machines montrent des signes de vieillissement avancé. Le navire est donc utilisé pour un dernier voyage débutant le 26 septembre 1926, puis retiré du service. Dès juin 1927, il est vendu pour 25 000 livres aux ferrailleurs hollandais Hendrik Ido Ambacht, et part le 7 juillet pour les Pays-Bas afin d'y être démantelé. Le Medic, le Suevic et finalement le Runic sont également retirés du service dans les années qui suivent, mais leur meilleur état leur permet d'être vendus à d'autres compagnies.

## Caractéristiques
Avec ses 11 973 tonneaux de jauge brute, le Persic est légèrement plus volumineux que l'Afric, mais moins que les trois autres navires de classe Jubilee. Il mesure 167 mètres de long pour 19 de large, et arbore une silhouette semblable a ses jumeaux, avec une unique cheminée aux couleurs de la compagnie (jaune chamois à manchette noire) et quatre mâts servant principalement à la charge des cargaisons. Il semble que les plans d'origine aient prévu que les navires portent des voiles, finalement abandonnées.
La propulsion du Persic est assurée par deux hélices activées par des machines à quadruple expansion d'une puissance de 4 800 ihp, permettant au navire d'atteindre 13,5 nœuds,. Cette vitesse moyenne est la plus rentable sur les lignes de grande distance comme celle de l'Australie, la consommation de charbon devenant excessive lorsqu'il faut atteindre une plus grande vitesse.
Le navire peut transporter 320 à 350 passagers d'une classe intermédiaire (appelée « cabine » ou « troisième classe » selon les sources),. Les installations sont dans tous les cas supérieures à ce que proposent les troisièmes classes des transatlantiques de l'époque, avec un fumoir, une salle à manger pouvant accueillir tous les passagers en même temps (habituellement, plusieurs services doivent avoir lieu) et un salon de lecture. En 1920, pour s'adapter à la baisse de la clientèle, le nombre de passagers est réduit à 220. Le navire dispose également d'imposantes cales, notamment une installation réfrigérée pouvant accueillir 100 000 carcasses de mouton.